# مسجد کوفه شیخ‌داد
مسجد کوفه شیخ داد مربوط به دوره قاجار است و در یزد، حد فاصل خیابان نواب صفوی و انقلاب واقع شده و این اثر در تاریخ ۲۵ اسفند ۱۳۷۹ با شمارهٔ ثبت ۳۳۶۰ به‌عنوان یکی از آثار ملی ایران به ثبت رسیده است.